# Ernst Bach

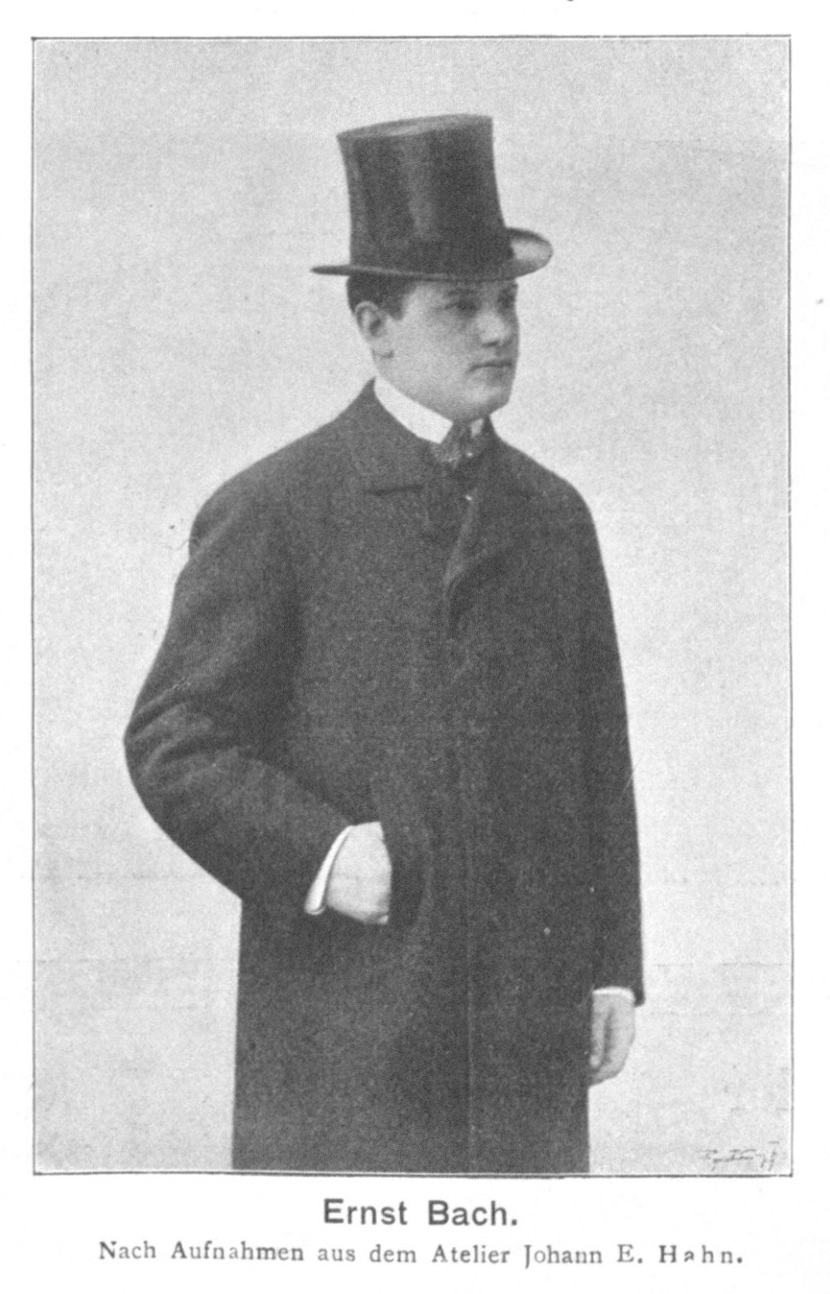
Ernst Bach in 1902

Ernst Bach (Cheb (Tsjechië), 10 mei 1876 - München, 1 november 1929) was een Duitse toneelspeler, komiek en toneelschrijver.
Bach werd vooral bekend als deel van het spelersduo Arnold und Bach, dat hij samen vormde met Franz Arnold.
Hij kwam in 1903 van het Weense Raimund Theater naar Berlijn. In het Berlijnse Residentztheater, later in het Berlijnse Lustspielhaus, speelde hij minnaarsrollen in Franse komedies en begon hij zijn carrière als toneelschrijver. In 1909 ontmoette hij Franz Arnold en schreef en speelde samen met hem een aantal komedies.

## Werken
- ####: Der große Theophil (met Wilhelm Popp)
- 1911: Die abgetretene Frau (onder het pseudoniem Soda Soda)
- 1913: Spanische Fliege
- 1915: Löwenthals Nachfolger
- 1916: Die Fahrt ins Glück (met Franz Arnold), muziek van Jean Gilbert
- 1921: Der keusche Lebemann
- 1923: Die bessere Hälfte
- 1924: Der wahre Jakob (met Franz Arnold), Schwank
- 1925: Die vertauschte Frau (met Franz Arnold), operette, muziek: Walter Kollo
- 1926: Der kühne Schwimmer (met Franz Arnold)
- 1926: Frauen haben das gern (met Franz Arnold), operette, zangteksten van Rideamus, muziek: Walter Kollo
- 1926: Stöpsel (met Franz Arnold)
- 1927: Dolly (met Franz Arnold), operette, zangteksten van Rudolf Bernauer, muziek: Hugo Hirsch. Opgezet voor     uitzending door Cornelis Bronsgeest
- 1927: Hurra, ein Junge (met Franz Arnold)
- 1929: Unter Geschäftsaufsicht (met Franz Arnold), verfilmd in 1932 onder de titel Wehe, wenn er losgelassen
- 1930: Hulla di Bulla (met Franz Arnold)
- 1930: Week-End im Paradies (met Franz Arnold)
- 1933: Lieber reich, aber glücklich (met Franz Arnold), muziek: Walter Kollo